# 팔라벨라 (말)

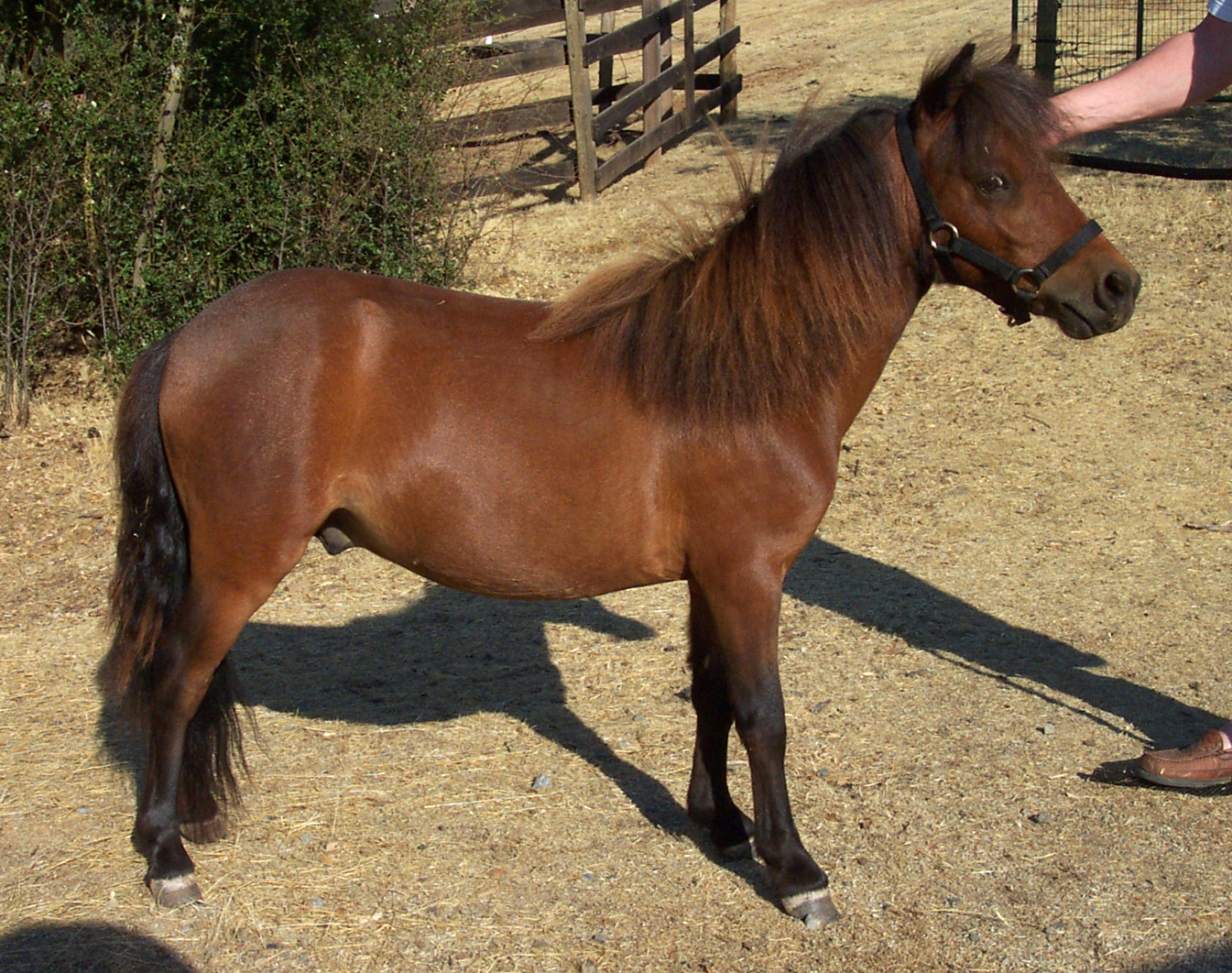
팔라벨라

팔라벨라(Falabella)는 다 자라도 겨우 75cm밖에 되지 않는 작은 말로 말의 종류 중 가장 작다. 아르헨티나 원산으로 지금은 애완용 말로 키워지고 있다.

## 참고 문헌
- 이 문서에는 다음커뮤니케이션(현 카카오)에서 GFDL 또는 CC-SA 라이선스로 배포한 글로벌 세계대백과사전의 내용을 기초로 작성된 글이 포함되어 있습니다.